# Fontana della Duchessa

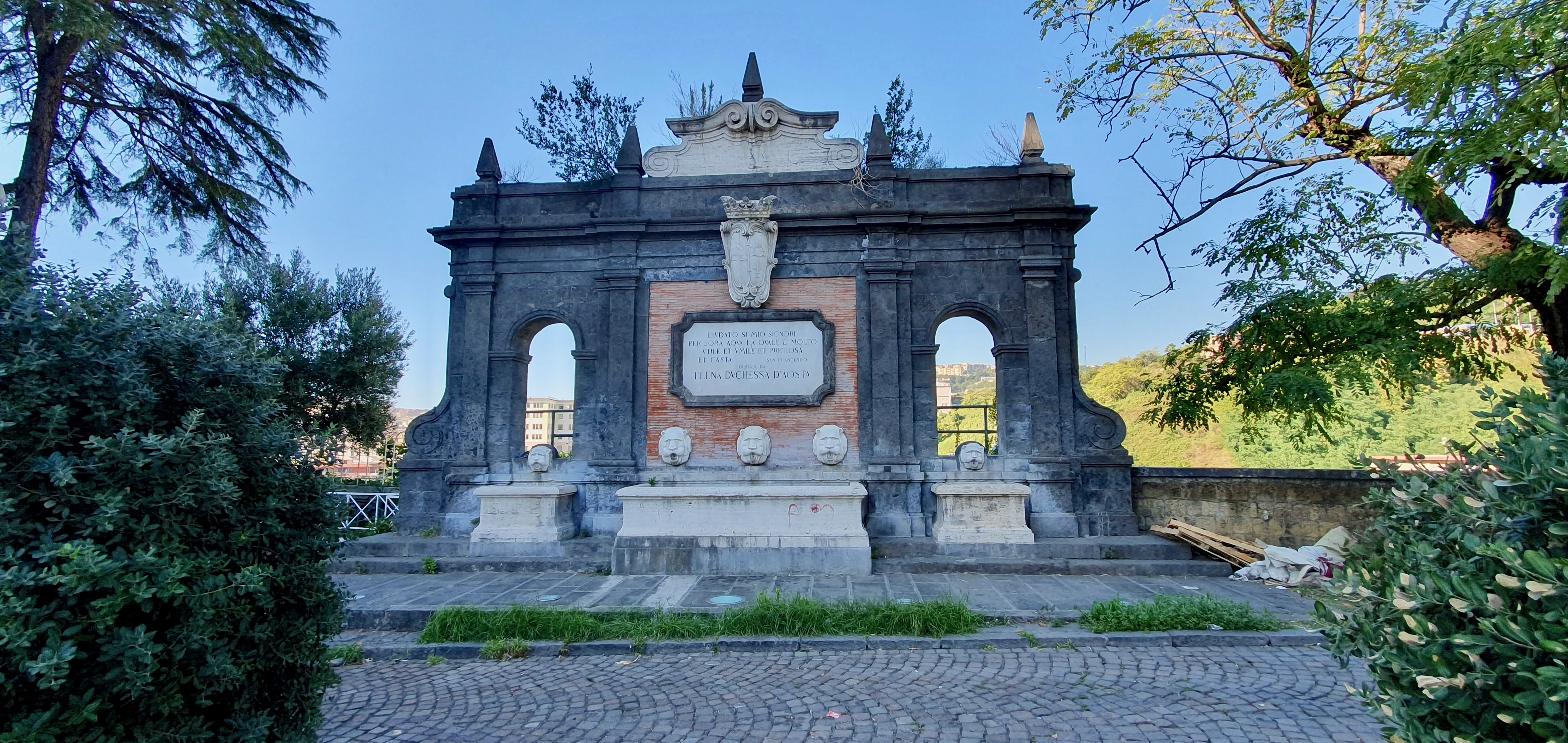
La fontana

La fontana della Duchessa è una delle fontane monumentali di Napoli; è sita a lato della basilica dell'Incoronata Madre del Buon Consiglio.
La struttura venne costruita nel 1939 per volontà di Elena d'Orléans, moglie di Emanuele Filiberto di Savoia-Aosta. Essa fu un dono della duchessa alla città e venne realizzata su disegni di Giovanni Mongiello e Amedeo Teotolato. La struttura è divisa da pilastri e archi laterali; sotto il riquadro centrale vi è uno stemma che mostra un sonetto di san Francesco, seguito dalla frase "Donata da Elena Duchessa d'Aosta".
Sul cornicione vi sono una lapide e un obelisco che riporta la data di fondazione della struttura. La fontana è infine caratterizzata da cinque bocche di leone dalle quali sgorga l'acqua.
Attualmente è sottoposta a lavori di restauro.